# Eacles guinlei
Eacles guinlei är en fjärilsart som beskrevs av José Oiticica 1941. Eacles guinlei ingår i släktet Eacles och familjen påfågelsspinnare. Inga underarter finns listade i Catalogue of Life.